# Antonello Riva
Antonello Riva (* 28. Februar 1962 in Rovagnate, Lombardei) ist ein italienischer ehemaliger Basketballspieler, der von 1977 bis 2004 aktiv war. Sowohl in der höchsten italienischen Liga als auch in der Nationalmannschaft hält er den Rekord für die meisten erzielten Punkte.

## Karriere

### Im Verein
Riva begann seine Karriere bei 1977 Pallacanestro Cantù, wo er bis 1989 blieb. Er entwickelte sich dabei schnell zum offensiv gefährlichsten Spieler des Vereins. Die Einführung der Dreipunktelinie 1984 brachte dem guten Distanzschützen weitere Vorteile, sodass sich seine Punktequote auf zuletzt durchschnittlich 31,2 pro Spiel steigerte. Aufgrund der starken Konkurrenz durch Dražen Dalipagić und besonders Oscar Schmidt wurde er allerdings nie Topscorer einer Saison.
Titel gewann Riva mit Cantù hingegen vor allem in seinen Anfangsjahren. Dazu zählen neben drei Gewinnen des Europapokals der Pokalsieger die italienische Meisterschaft 1981 sowie die folgenden zwei Siege im Europapokal der Landesmeister. Anschließend jedoch konnte Riva mit Cantù nicht mehr das Meisterschaftsfinale erreichen und wechselte schließlich zum italienischen Meister Olimpia Milano.
Bei Milano spielte Riva mit Starspielern wie Bob McAdoo und Aleksandar Đorđević zusammen, doch stellte sich auch hier der Erfolg mit Ausnahme des Siegs im Korać-Cup 1993 nicht ein. Seine statistischen Werte sanken zudem insbesondere ab 1991 merklich, woran auch sein Wechsel zu Scavolini Pesaro 1994 nur wenig änderte. Nach zwei Spielzeiten in der Serie A2 bei Pallacanestro Gorizia kehrte Riva wieder zu Cantù zurück, wo er bis 2002 spielte. Die Karriere ließ Riva schließlich beim unterklassigen Club Basket Rieti ausklingen.
Riva ist mit 13.275 Punkten in 727 Spielen Rekordschütze der Serie A1 und der einzige Spieler, der die Marke von 10.000 brechen konnte. Zudem übertraf er gegen Ende seiner Laufbahn die Rekordpunktzahl von Oscar Schmidt für Spiele der Serie A1 und der Serie A2 kombiniert. Letztendlich kam Riva hier auf 14.397 Punkte, Schmidt demgegenüber auf 13.957, für die er jedoch deutlich weniger Spiele benötigt hatte. Mit 8.491 für Cantù erzielten Punkten liegt Riva außerdem vereinsintern nur knapp hinter seinem langjährigen Mitspieler Pierluigi Marzorati (8.659).

### In der Nationalmannschaft
Im ersten großen Turnier, das Riva für die italienische Nationalmannschaft bestritt, nämlich der Europameisterschaft 1981, belegte er den 5. Platz. Seinen größten Triumph mit der Nationalmannschaft feierte er 1983 mit dem Gewinn der Europameisterschaft, bei der er mit nur 21 Jahren zudem zum Topscorer der Italiener avancierte. 1984 führte Riva mit durchschnittlich 23,4 Punkten seine Mannschaft zum 5. Platz der Olympischen Spiele.
Nachdem er die Europameisterschaft 1985 aufgrund einer Verletzung verpasst hatte, schied Riva mit Italien bei der Weltmeisterschaft 1986 und der EM 1987 jeweils im Viertelfinale aus. Dem 4. Platz bei der EM 1989 folgte trotz durchschnittlich 29,4 Punkten pro Spiel von Riva, die ihn zum zweitbesten Scorer des Turniers nach Oscar Schmidt machten, ein eher enttäuschender 9. Platz bei der WM 1990. Einen erfolgreichen Abschluss seiner Nationalmannschaftskarriere konnte er 1991 mit dem EM-Finaleinzug feiern. Insgesamt erzielte Riva in 213 Länderspielen 3.785 Punkte und damit über 900 mehr als jeder andere italienische Nationalspieler.

## Erfolge

### Auf Vereinsebene
- 1× Italienische Meisterschaft: 1981
- 2× Europapokal der Landesmeister: 1982, 1983
- 3× Europapokal der Pokalsieger: 1978, 1979, 1981
- 1× Intercontinental Cup: 1982
- 1× Korać-Cup: 1993

### Auf Nationalmannschaftsebene
- Europameisterschaften: Gold 1983, Silber 1991

### Individuelle Bestmarken
- Topscorer der Serie A1 (13.275 Punkte in 727 Spielen) und der Serie A insgesamt (14.397 Punkte in 797 Spielen)
- Topscorer der italienischen Nationalmannschaft (3.785 Punkte in 213 Spielen)
- zweitbester Scorer der Weltmeisterschaft 1990 (235 Punkte in 8 Spielen)
- höchste Punktzahl, die für die italienische Nationalmannschaft in einem Spiel erzielt wurde (46 gegen die Auswahl der Schweiz 1987)

Riva wurde im Mai 2008 als eine der fünfzig bedeutenden Persönlichkeiten des Basketballsport in Europa geehrt. Die Ehrung erfolgte durch die Euroleague Basketball im Rahmen einer offiziellen Zeremonie im Palacio de Deportes de la Comunidad de Madrid, in Madrid (Spanien).